# Allocosa mulaiki
Allocosa mulaiki är en spindelart som först beskrevs av Willis J. Gertsch 1934.  Allocosa mulaiki ingår i släktet Allocosa och familjen vargspindlar. Inga underarter finns listade i Catalogue of Life.